# Julio Cortázar
Julio Cortázar (Elsene, 26 augustus 1914 - Parijs, 12 februari 1984) was een Argentijns intellectueel en schrijver van een aantal experimentele romans en vele korte verhalen.

## Biografie
Cortázar werd geboren in Elsene, toen zijn vader op de Argentijnse ambassade in Brussel werkte. Zijn ouders waren allebei Argentijnen, al was zijn moeder van Frans-Duitse afkomst. Op dat moment was de Eerste Wereldoorlog echter begonnen en werd België bezet door de troepen van de Duitse keizer. In 1916 trokken de Cortázars dan ook door naar Zwitserland en in 1918, na het einde van de oorlog, keerden ze terug naar Argentinië. Julio zag op vierjarige leeftijd dus voor het eerst zijn vaderland. Het gezin vestigde zich in Buenos Aires. Na het behalen van onderwijsaktes voor het lager en middelbaar onderwijs, startte Cortázar zijn studie Wijsbegeerte aan de Universiteit van Buenos Aires, maar moest om financiële redenen na een jaar afhaken. Vervolgens werd hij eerst leraar aan een aantal middelbare scholen in kleine steden van de provincie Buenos Aires en later, in het midden van de jaren veertig, docent Franse literatuur aan de Universiteit van Cuyo, Mendoza. In 1951 liet hij zijn familie en job achter en vertrok hij naar Frankrijk. Hij bemoeide zich niet in het conflict tussen Juan Perón en Jorge Luis Borges, maar uitte in 1966 toch zijn politieke kritiek op de dictatuur van Videla. Daardoor werd hem verboden Argentinië nog te betreden. Hij nam het Franse burgerschap aan en had zo de vrijheid zijn politieke mening te uiten. Hij zou tot het einde van zijn leven in Frankrijk blijven wonen.
In zijn latere jaren werd Cortázar politiek actief. In de jaren 70 was hij actief deelnemer aan het tweede Russell-tribunaal, dat de toestand van de rechten van de mens in Zuid-Amerika onderzocht. Hij ondersteunde de linkse bewegingen in Cuba (Cubaanse Revolutie) en in Nicaragua (Sandinisten). Na de revolutie bezocht hij Cuba en de Sandinisten kregen alle royalty’s van zijn laatste boeken.
Cortázar was drie maal getrouwd, achtereenvolgens met Aurora Bernárdez (in 1953), met Ugné Karvelis en met Carol Dunlop. Hij overleed aan leukemie. Er wordt echter ook wel gesteld dat Cortázar een van de eerste slachtoffers kon zijn van aids, na besmet te zijn middels een bloedtransfusie.

## Werk
Cortázar staat met name bekend als de meester van het korte verhaal, maar van zijn hand zijn ook een aantal romans verschenen.
In 1951 verschijnt zijn eerste bundel met korte verhalen, Bestiario. Een van de verhalen in deze bundel is Casa Tomada, een verhaal dat exemplarisch is voor de rest van zijn werk. Het verhaal vertelt van een broer en zus van middelbare leeftijd die hun huis overgenomen zien door ongeïdentificeerde personen. Het verhaal begint met de werkelijkheid, maar wordt met het invoegen van fantasie-elementen die de regels van de realiteit aanpassen steeds vreemder.
In 1966 verscheen Cortázars meesterwerk, Rayuela, (in Nederlands: Rayuela, een hinkelspel). Het boek is een literair experiment en staat hoog aangeschreven binnen de Spaanstalige literatuur van de laatste eeuw. Tot de bewonderaars behoren namen als Gabriel García Márquez, Mario Vargas Llosa en José Lezama Lima. De roman gaat over de ballingschap van de Argentijnse intellectueel Horacio Oliveira en zijn terugkeer naar Buenos Aires, waar hij met een vriend een krankzinnigeninstituut gaat leiden en zelf op de rand van krankzinnigheid eindigt. De structuur van de roman is ingewikkeld, het eind is open en er zijn twee manieren om de roman te lezen, lineair of niet-lineair. De roman bestaat uit drie delen (deel 1: in Parijs; deel 2: in Buenos Aires, deel 3: facultatieve hoofdstukken). De hoofdstukken van verschillende delen wisselen elkaar af. Volgens de regels van het spel moet met hoofdstuk 73 begonnen worden, de lezer springt zo van voor naar achter heen en weer door het boek.
Het gebruik van bijvoorbeeld de monologue intérieur, straattaal, verscheidene talen, heeft Cortázar van schrijvers als James Joyce, maar hij is met name beïnvloed door het surrealisme en de Franse Nieuwe Roman en door de esthetiek van jazzmuziek.
Cortázars kracht lag met name in zijn gevoel voor humor, zijn technische (schrijf)vermogens en zijn poëtische en vernieuwende gebruik van taal. In zijn korte verhalen ontvouwden zich zeer beheerst de onverwachte wendingen en de plots. Zijn dichtbundels en toneelstukken acht men niet van hetzelfde niveau als zijn verhalen.
Zijn literaire vertalingen omvatten onder meer Spaanstalige versies van Robinson Crusoe van Daniel Defoe, van Mémoires d'Hadrien van Marguerite Yourcenar en van de verhalen van Edgar Allan Poe. Met name het werk van Poe heeft zijn eigen werk sterk beïnvloed.

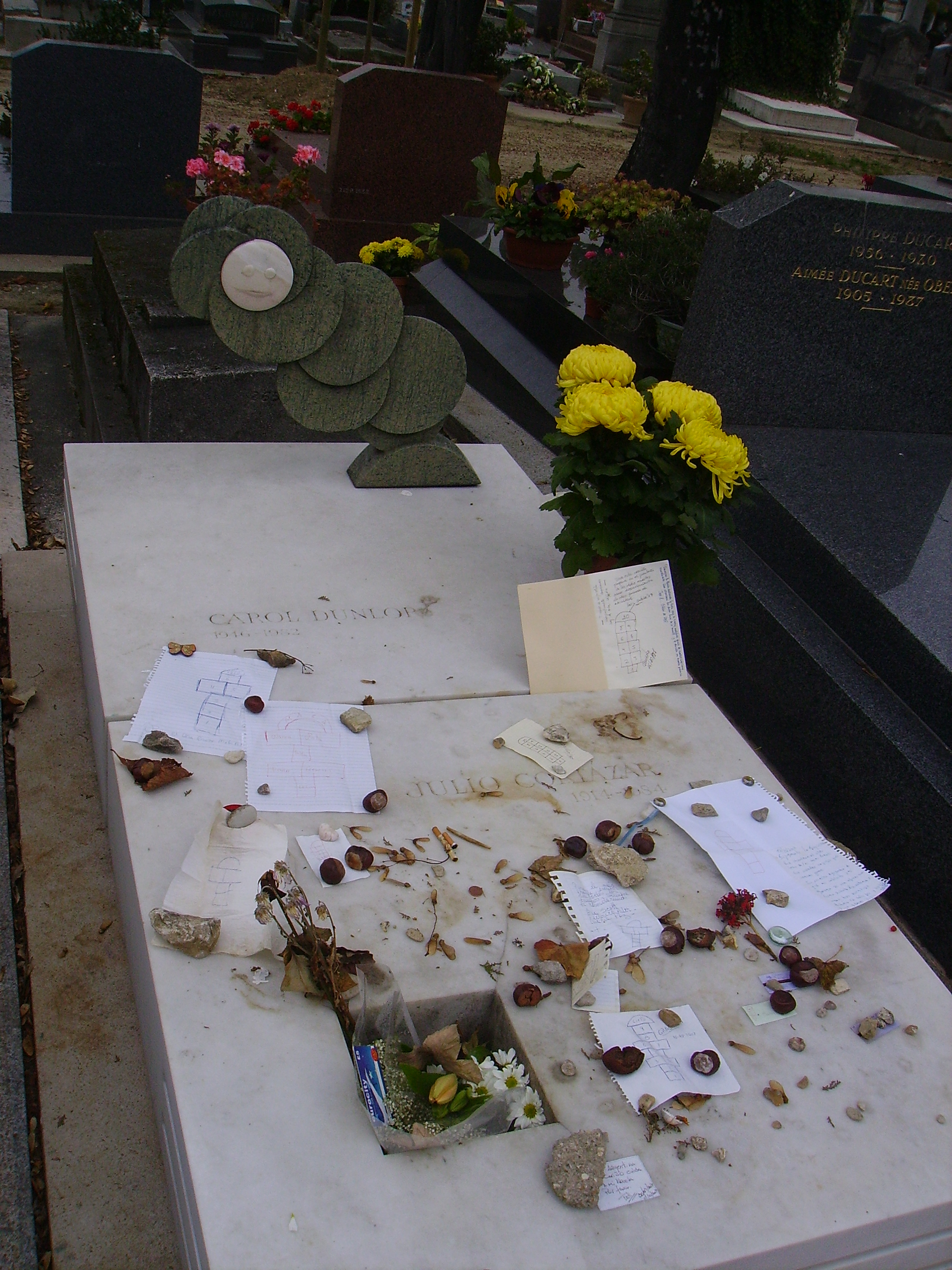
Graf van Julio Cortázar op Montparnasse in Parijs

## Trivia
- In 2005 werd in Elsene, aan het geboortehuis van Cortázar aan het uiteinde van de Louis Lepoutrelaan, een buste van de schrijver van de hand van de Argentijnse beeldhouwer Edmund Valladares onthuld.[2]